# Corporations de Strasbourg

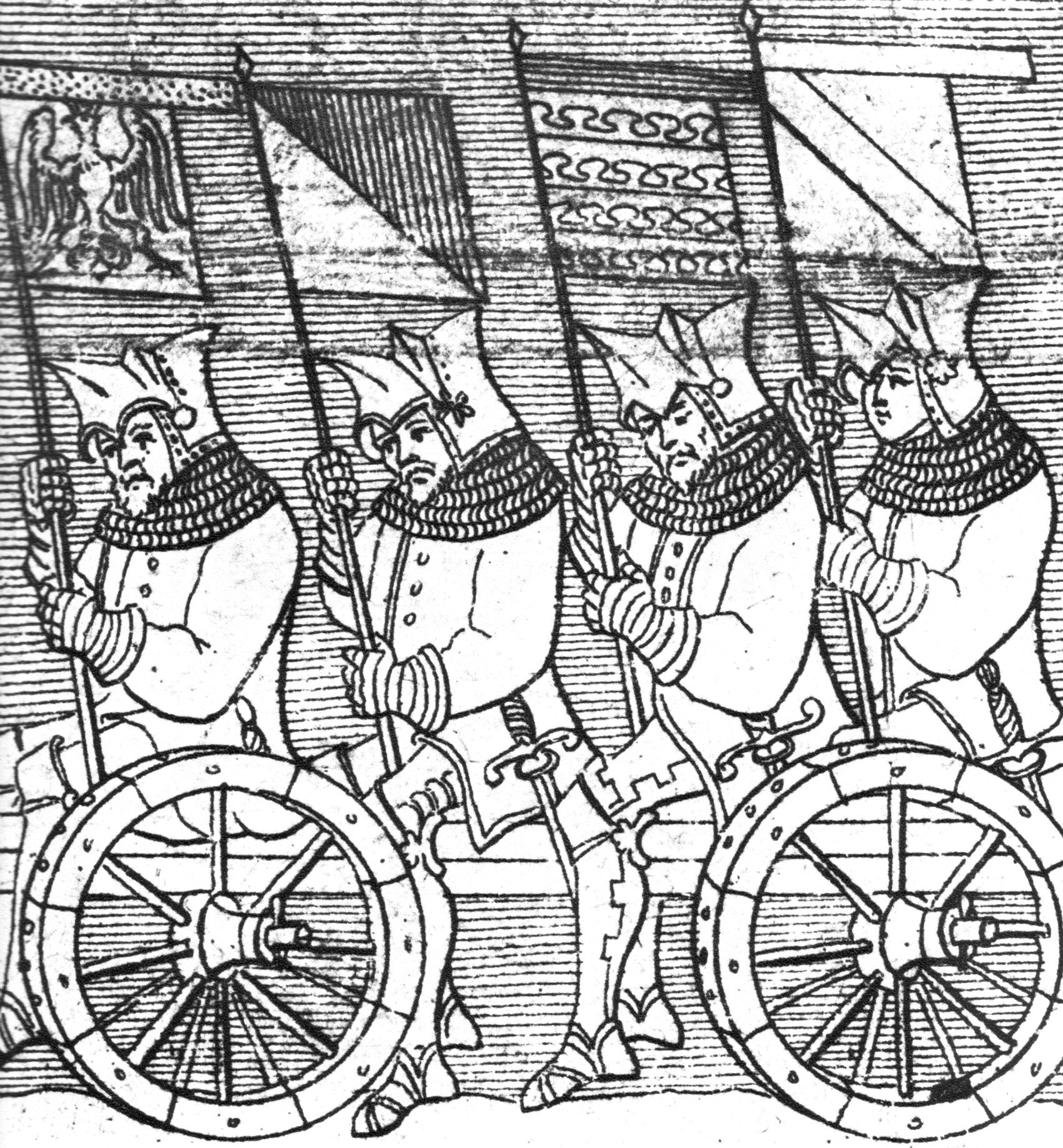
Détail d’un dessin de la chronique de Strasbourg montrant les bannières des corporations. De gauche à droite : Le Miroir, Les Fribourgeois, la tribu des pelletiers, La Mauresse.

Les corporations de Strasbourg, aussi appelées tribus ou Zünfte, ont constitué un élément central de la gouvernance de la ville impériale libre de Strasbourg du milieu du XIVe siècle à la fin du XVIIIe siècle. Les premières mentions des corporations à Strasbourg remontent aux années 1260, simultanément à la disparition de la tutelle épiscopale sur la ville. Elles restent cependant encore plusieurs décennies à l’écart du pouvoir, celui-ci étant accaparé par les patriciens. Un retournement s’opère progressivement entre le deuxième tiers du XIVe siècle et celui du XVe siècle : après avoir obtenu le droit de siéger au Conseil en 1332, les métiers évincent peu à peu le patriciat, qui est mis en minorité à partir de 1420 et n’a plus à partir de ce moment qu’une influence limitée sur la politique de l’État. Ce système de gouvernance contrôlée par les corporations reste ensuite en place jusqu’à la suppression de celles-ci à la Révolution française, bien que leur pouvoir ait été déjà grandement diminué à la suite de l’annexion de Strasbourg par la France.
Au nombre de vingt-huit à partir de 1350, puis de vingt après 1482, les corporations strasbourgeoises sont chacune dirigée par un Zunftmeister, généralement élu pour un an par les maîtres du métier. Les bourgeois ayant obligation d’adhérer à la corporation de rattachement de leur métier pour pouvoir exercer leurs activités en ville, celles-ci jouent un rôle important dans la structuration de la vie urbaine. Les membres d’une même corporation se retrouvent ainsi régulièrement au siège de celle-ci, la Trinkstube, pour manger, boire et discuter, ainsi que pour célébrer ensemble les mariages, deuils et fêtes religieuses. Ils servent également ensemble dans la milice sous la bannière de la corporation, dont le maître arbitre aussi leurs litiges, et font partie des mêmes confréries religieuses.

## Histoire

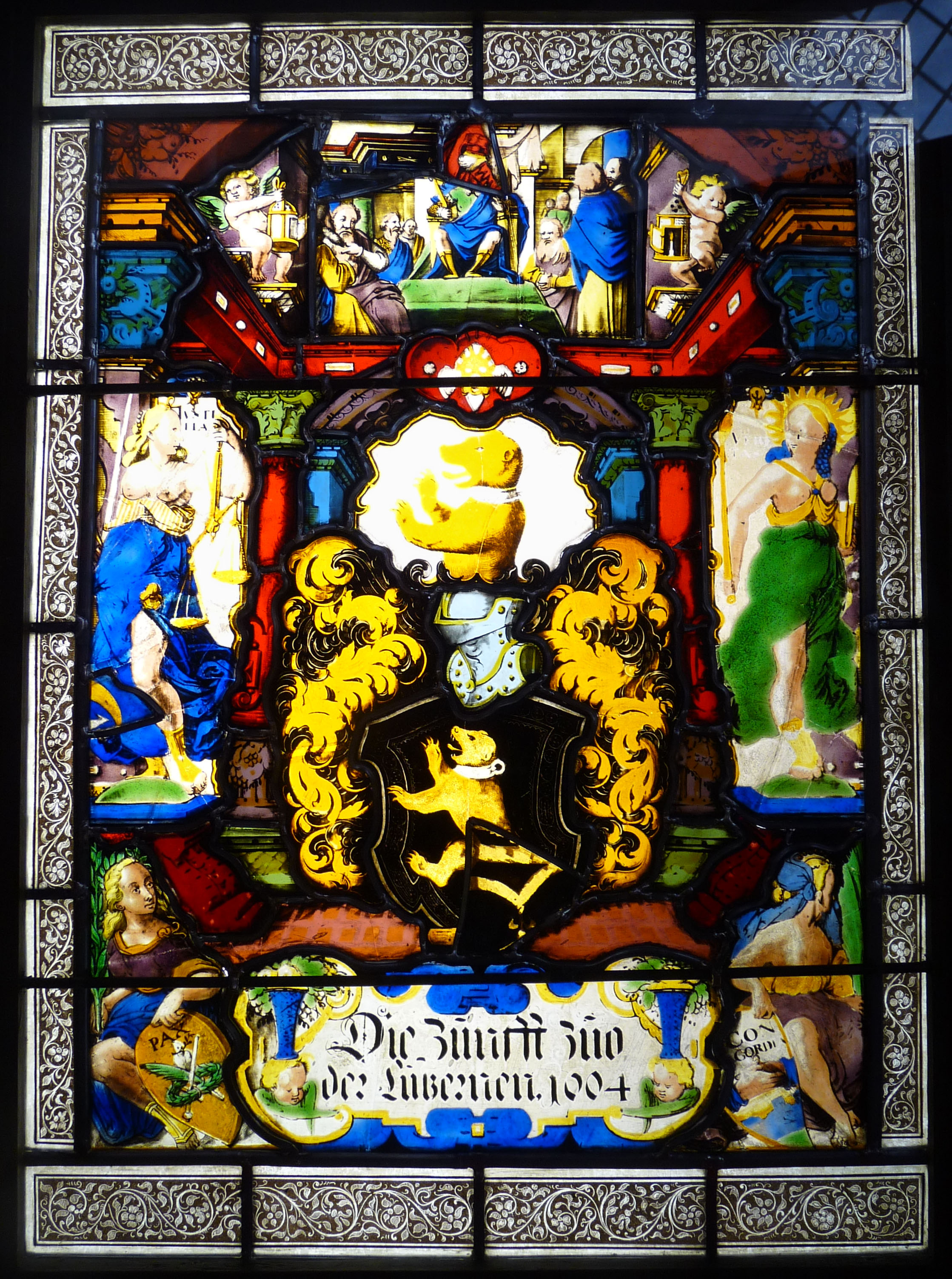
Vitrail montrant les armoiries de la corporation de la Lanterne.

Il n’existe pas d’information sur l’organisation des métiers à Strasbourg avant le XIIe siècle. À cette date, la ville n’est pas libre, mais sous contrôle de l’évêque de Strasbourg. Celui-ci, par l’intermédiaire d’un burgrave qui a la charge de la justice professionnelle, a autorité sur onze corps de métiers : aubergistes, fourbisseurs d’épées, cordonniers, fabricants de gobelets, forgerons, fruitiers, gantiers, meuniers, pelletiers, selliers et tonneliers. Les autres métiers ne sont pas mentionnés, ce qui laisse supposer qu’ils n’étaient pas organisés.
Ce n’est cependant que dans la seconde moitié du XIIIe siècle qu’apparaissent avec certitude les corporations sous leur définition réelle, c’est-à-dire d’association à laquelle il est obligatoire d’adhérer pour pouvoir exercer un certain métier dans la ville. Cette apparition est concomitante avec l’éviction de l’évêque et l’accession de la ville à l’indépendance de fait en 1262. Bien que les textes juridiques continuent par la suite d’affirmer la prééminence du burgrave épiscopal, celui-ci n’a probablement dans les faits plus aucun pouvoir. La première corporation à être ainsi mentionnée est celle des boulangers, en 1264.
Les corporations commencent à être mentionnées en plus grand nombre à partir du début du XIVe siècle, mais elles n’ont à cette date aucun réel pouvoir politique, qui est presque entièrement entre les mains des nobles, en particulier les familles Zorn et Mullenheim. Le XIVe siècle marque cependant un tournant, avec des métiers de plus en plus puissants, qui évincent progressivement les patriciens du pouvoir. Ainsi en 1332, chacune des vingt-cinq corporation obtient un siège au Conseil de la Ville ; le chef des métiers, l’ammeister, devient de la sorte un personnage de premier plan au sein de la cité. En 1350, le Conseil compte ainsi vingt-huit représentants des métiers, à égalité avec les nobles. Afin d’empêcher le basculement des sièges, les catégories sociales sont figées à partir de 1362 : il est désormais impossible pour un artisan de devenir patricien, même en épousant une fille de noble. Le coup de grâce est donné en 1420, lorsque les patriciens perdent quatorze sièges, ce qui donne les majorité des deux tiers aux métiers. Ils se voient également interdire en parallèle l’accès à l’échevinage, ce qui les prive largement d’influence politique.
En parallèle, après une inflation rapide du nombre de corporations au début du XIVe siècle en raison de la création d’une corporation pour chaque métier, des mesures sont prises pour en limiter le nombre. Il est ainsi d’usage après 1350 de regrouper les métiers au sein de corporations déjà existantes, les orfèvres avec les peintres par exemple. Par la suite, au XVe siècle des efforts sont entrepris pour réduire le nombre de corporations existantes par des fusions, ramenant leur nombre à vingt en 1482.

## Fonctionnement

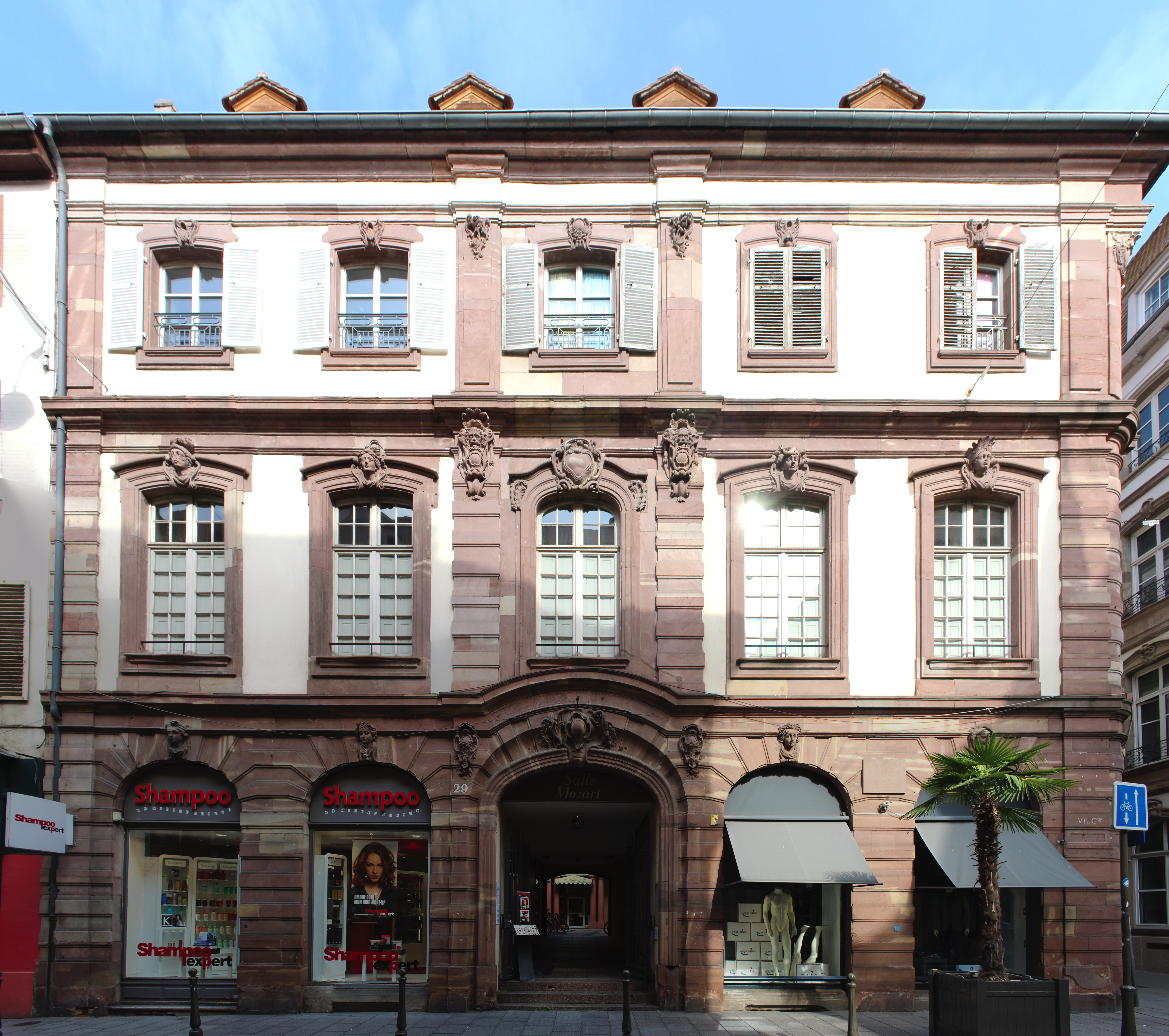
Bâtiment ayant abrité le poêle du Miroir à la fin du XVIIIe siècle.

Les corporations sont structurées en trois strates : apprentis, compagnons et maîtres. Ces derniers sont les seuls à disposer de la plupart des droits corporatifs et contrôlent ainsi la corporation. Toutefois, le nombre de maîtres et de compagnons demeure relativement égal tout au long du Moyen Âge et ce n’est qu’à la toute fin du XVe siècle que de réelles barrières à l’accession au statut de maître sont mises en place, notamment avec l’obligation de réaliser un chef d’œuvre.
Chaque corporation est dirigé par un Zunftmeister, qui est chargé de sa gestion et préside notamment le tribunal corporatif. Dans la plupart des corporations il est élu par les maîtres pour un an, mais il existe plusieurs exceptions, par exemple le Zunftmeister des pelletiers est nommé par un collège de douze patriciens, tandis que la maîtrise de la corporation des pêcheurs est un fief des Mullenheim. Le Zunftmeister n’est pas nécessairement le délégué de la corporation au Conseil. Celui-ci est nommé par les échevins de la corporation, qui jouent également le rôle d’assesseur auprès des tribunaux et surtout ont le pouvoir de ratifier les décisions importantes du Conseil. Les échevins des corporations apparaissent en 1332, alors qu’il s’agissait auparavant d’une fonction réservée aux patriciens. À partir de 1433 le nombre d’échevins est fixé à quinze par corporation et ils sont élus à vie.
Le siège de la corporation est la Trinkstube, ou poêle, où se tiennent toutes les réunions, assemblées et tribunaux corporatifs. Il s’agit également d’un lieu de détente et de restauration où les membres viennent boire, manger et discuter entre eux. La Trinkstube est sous l’autorité du Houbtkanne, ou intendant, dont le rôle est non seulement de s’assurer du bon fonctionnement de la brasserie, mais aussi d’empêcher les bagarres, l’ivresse et de manière générale tous les comportements sacrilèges ou obscènes, qui sont dénoncés au Zunftmeister et peuvent faire l’objet d’amendes. Bien que les compagnons soient admis dans l’enceinte de la Trinkstube, une ségrégation stricte est appliquée, ceux-ci devant s’installer sur un banc à part.

## Prérogatives et devoirs

### Droit de justice
Chaque corporation a le droit de justice exclusif pour tous les litiges relevant des métiers qu’elle regroupe. Il existe ainsi au sein de chacune d’entre elles un tribunal corporatif, présidé par le Zunftmeister assisté de six à vingt-quatre jurés élus par les maîtres. Le pouvoir du tribunal est important, car il peut exclure des membres de la corporation, ce qui est de facto un bannissement, le concerné ne pouvant plus travailler dans la ville.

### Obligations militaires
Les corporations servent également à structurer les bourgeois au sein de la milice. Chacune constitue ainsi une unité militaire dirigée par le Zunftmeister, qui doit s’assurer que ses hommes disposent de l’équipement requis et qu’il soit en bon état. La majorité des artisans sert à pieds, mais la proportion de cavaliers croît au cours des XIVe et XVe siècles, au point que les bourgeois à cheval sont plus nombreux que les nobles à partir de 1419. Cela implique toutefois qu’ils soient séparés de leurs camarades au combat, l’ensemble des cavaliers étant regroupés dans la première section autour de la bannière de Strasbourg, tandis que les autres servent dans les trois autres sections sous la bannière de leur corporation.

## Liste des corporations
| Nom original                      | Traduction                              | Métiers | Armes | Effectif en 1444 |
| --------------------------------- | --------------------------------------- | --- | ----- | ---------------- |
| Gartener                          | Jardinier                               | maraîchers |       | 690              |
| Snider                            | Tailleurs                               | tailleurs |       | 293              |
| Spiegel                           | Miroir                                  | marchands |       | 265              |
| Encker                            | Ancre                                   | bateliers |       | 262              |
| Vischer                           | Pêcheurs                                | pêcheurs |       | 234              |
| Schuhemacher                      | Cordonniers                             | cordonniers |       | 222              |
| Gremper, Seiler und Obesser       | Fripiers, cordiers et fruitiers         | fabricants de cordes, vendeurs de fruits |       | 172              |
| Brotbecker                        | Boulangers                              | boulangers |       | 166              |
| Smide                             | Forgerons                               | forgerons |       | 163              |
| Küffer                            | Tonneliers                              | tonneliers |       | 158              |
| Blume                             | Fleur                                   | bouchers |       | 152              |
| Steltz                            | Échasse                                 | peintres, sculpteurs d’images, orfèvres, fabricants de cartes à jouer, vitraillistes, fabricants de boucliers, métiers du livre (typographes, enlumineurs, relieurs, imprimeurs...) |       | 143              |
| Weber                             | Tisserands                              | tisserands |       | 142              |
| Wagener, Kister und Trescheler    | Charrons, huchiers et tourneurs         | charrons, fabricants de petits tonneaux, tourneurs sur bois |       | 133              |
| Scherer und Bader                 | Barbiers et Baigneurs                   | barbiers, chirurgiens |       | 120              |
| Winlüte                           | Marchands de vin                        | marchands de vin |       | 118              |
| Steinmetzen und Murer             | Tailleurs de pierre et maçons           | tailleurs de pierre, maçons |       | 114              |
| Tucher                            | Drapiers                                | drapiers |       | 101              |
| Kursener                          | Pelletiers                              | pelletiers |       | 93               |
| Vaszieher                         | Coltineurs de tonneaux                  | |       | 78               |
| Gerwer                            | Tanneurs                                | tanneurs |       | 77               |
| Oleylüte, Müller und Tuchscherrer | Huiliers, meuniers et tondeurs de draps | meuniers (grains et huile) |       | 74               |
| Lucern                            | Lanterne                                | marchands de grains |       | 69               |
| Zimberlute                        | Charpentiers                            | charpentiers, menuisiers |       | 67               |
| Winsticher und Unterkoiffer       | Gourmets et courtiers                   | |       | 65               |
| Winruffer und Winmesser           | Crieurs et mesureurs de vin             | |       | 63               |
| Schiffzimberlüte                  | Charpentiers de bateaux                 | charpentiers navals |       | 36               |
| Möhrin                            | Mauresse                                | sauniers |       | 35               |
|                                   | Fribourgeois                            | hôteliers, restaurateurs, fabricants de cervelas |       |                  |